# Csorbakő vára
Csorbakő vára mára elpusztult vár Szuhogy közelében.

## Elhelyezkedése
A vár a Rudabányai-hegységhez tartozó Nagy-hegy lealacsonyodó, északkeleti gerincén épült fel. Szuhogytól 2 kilométerre északnyugatra, növényzettel sűrűn benőtt területen található.

## Története
A várat a Tekes nemzetségbe tartozó Ládi család építtette, mégpedig valószínűleg az 1300 körül élt Ládi Csorba Miklós, akiről a vár nevét is szerezhette. Az ő neve 19. helyen szerepel a kassai túszlistán, ahol Aba Amadé fiainak kiadásáért cserébe ajánlotta fel az Aba család 46 familiárisát. Ez arra utal, hogy a család a környék középbirtokosai közé tartozott.
A 14. században az egyre jobban elszegényedő, birtokaikat sorban eladó Ládiaktól a birtokot rajta az egyre romosabb várral 1351-ben szerezte meg Perényi András. A vár első okleveles említése 1403-ból maradt fenn, amikor Zsigmond király megengedte pohárnokmesterének, Perényi Imrének, hogy a már igen lepusztult csorbakői várat újjáépítse. Ő főúri lakóhellyé tette a várat, a közeli Nyárádon (a mai Kurityán területén) pálos kolostort is alapított. Kisebbik fia, István 1437-ben bekövetkezett halála után a vár már nem töltötte be a főúri rezidencia szerepét, mert az örökös Perényi János tárnokmester (Imre nagyobb fia) már Terebesen rendezkedett be. Az 1440-es évek belháborúi és a huszita betörések idején Pálóci Simon elfoglalta a várat, s azt csak országgyűlési határozat kényszere miatt, 1445-ben adta vissza tulajdonosainak, akik ezután már ritkán laktak itt.
A 16. században valószínűleg Perényi Péter végeztetett korszerűsítéseket (bástyák építése) a váron. 1540 végén I. Ferdinánd király a várat Bebek Ferenc felső-magyarországi főkapitánynak adományozta, aki azt 1541 februárjában továbbadta testvérének, Bebek Imre nagyváradi prépostnak. Az ő birtoklása volt a vár történetének leghírhedtebb periódusa: a pap létére nős várúr hírhedt mulatságokat rendezett itt, a palotában pedig 13 éven keresztül pénzhamisító műhelyt működtetett. Itt elsősorban a még mindig forgalomban lévő, II. Lajos által kiadott dénárokat hamisították. 1553-as halála után özvegye nem akarta elhagyni a várat, így Bebek Ferenc megostromolta, majd leromboltatta a várat rudabányai bányászokkal.
A várat később még több forrás említi romként, a csorbakői uradalmat pedig Szuhogyról irányították. A 17. század elején a vár is a falu területének része lett. A 17. században a falu lakói még többször használták menedékként a romokat a törökök elöli menekülésük során.

## Feltárása
A várhegy északi oldalán Saád Andor 1928-ban jégkorszaki barlangot tárt fel. Ekkor kerültek elő ezüsttel futtatott rézlapocskák, melyek felkeltették Leszih Andor érdeklődését, aki néhány kutatóárkot ásott a vár területén. Később megbízta Szegő András szuhogyi cipészmestert a feltárás irányításával. A belső várat 1935-re alaposan feltárták és elkészítették alaprajzát, de a kutatásokról pontos dokumentáció nem készült. Leszih 1941-ben a Numizmatikai Szemlében írt egy cikket a várnak a pénzhamisításban játszott szerepéről, mivel a kutatások is elsősorban a pénzérmékhez kapcsolódtak, a korábbi rétegek feltárása elmaradt.
Szörényi Gábor András 2002-ben folytatta a felszíni kutatást a vár geodéziai felmérésével, történeti feldolgozásával és a korábbi leletek elemzésével. Elkészítette a vár elvi rekonstrukcióját és előkészítette a későbbi régészeti kutatásokat.

## Leírása
A legkorábbi vár valószínűleg egy trapéz alaprajzú lakótorony volt, melyet négyszögletes fal határolt. Ezt kettős, a déli oldalon hármas sáncárok rendszer vette körbe. A sáncot habarcs nélküli kövekből építették, mely elé árkot ástak. A belső sáncra épült később a Perényi-féle újjáépítéskor a vár külső fala.

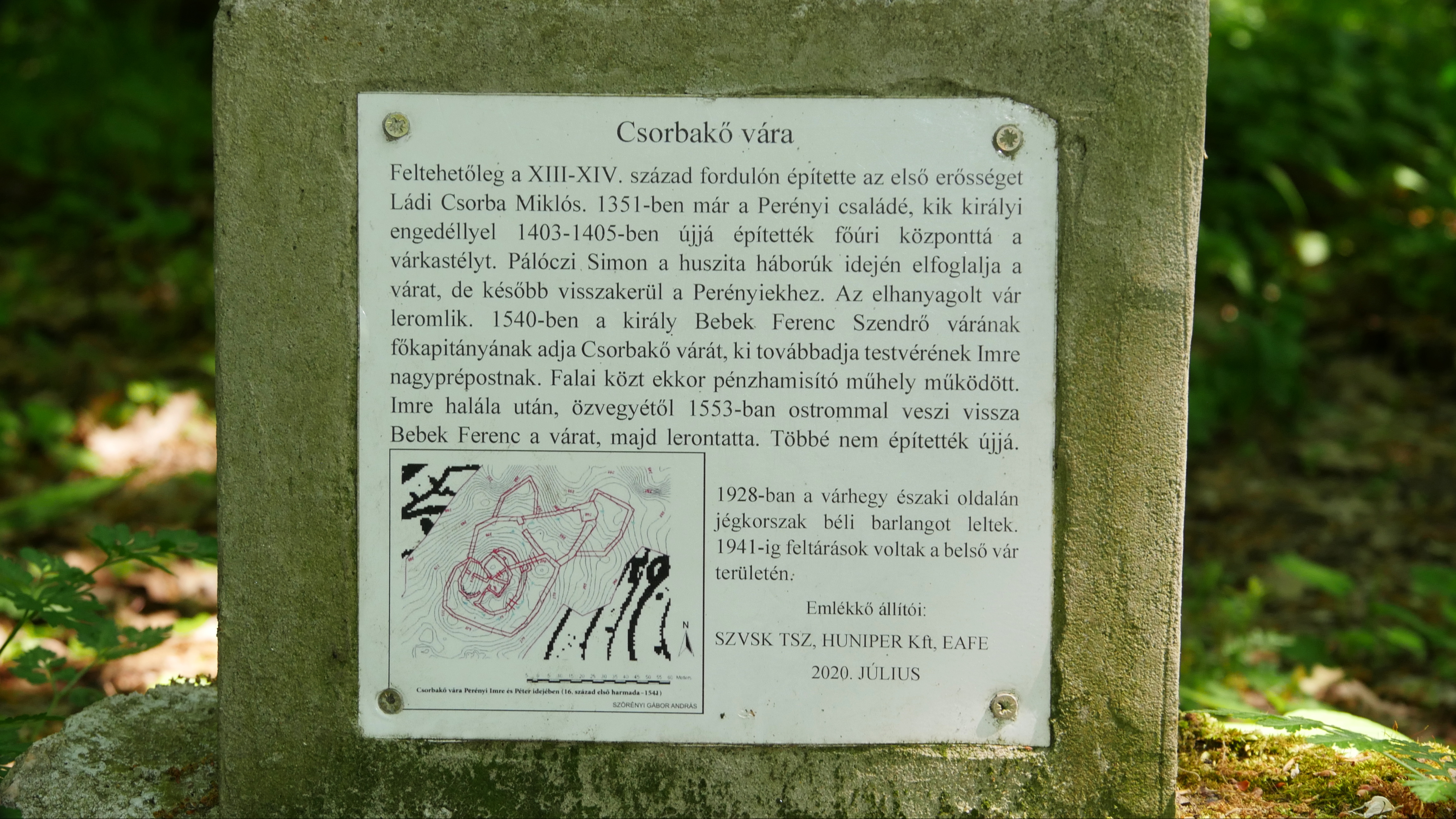
Csorbakő vára, tájékoztató tábla alaprajzzal

Az ekkor épült palota három helyiségből állt, ehhez nyugatról egy két helyiséges épületrész is csatlakozott. A két épületrész közötti ötméteres szintkülönbséget egy 15 fokú lépcsővel hidalták át. A palota és a belső udvar közötti területet délről és keletről egy L alakú falszoros védte. A várat északról egy külsővár is védte, itt volt az egész erődítmény bejárata. Innen az út csigavonalban haladt a belső vár felé. A palota és a külső várfal között valószínűleg egy veszély esetén lezárható kapu védte a belső udvart. 
Valószínűleg az 1440-es évek harcai miatt épült a külső vár északkeleti részén egy háromszög alakú védmű egy négyszög alakú kaputoronnyal. A tűzfegyverek terjedésével az elővár elvesztette védhetőségét, így a 16. században egy szabálytalan ötszög alaprajzú bástyát emeltek elé és valószínűleg az északi oldal is kapott egy bástyát (ennek nyomait az itt működött kőbánya nagyrészt eltüntette). Ebből a korszakból újra gazdagabb, főúri életre utaló leletek kerültek elő. A Bebek Imre-féle pénzhamisító műhely számos kellékét is megtalálták (öntőtégelyek, lemezek, nemesfémtartalom nélküli érmék).